# 季華園站
季華園站是广佛地铁的车站，位於中国广东省佛山市禅城区汾江南路影荫路口南侧的地底。本站在2010年11月3日随广佛地铁通车而启用。

## 车站结构

### 车站楼层
本站共有兩層。地面為汾江南路、影荫路及其它建築；地下一層為廣佛地鐵站廳；地下二層為廣佛地鐵站台層。
| 地下一层 | 站廳     | 售票機、客服中心、警务室、商店、安检设施 |  |  |
| 地下二层 | 2 站台   | █广佛线 新城東方向（下站：魁奇路）       |  |  |
|          | 岛式站台 |                                          |  |  |
|          | 1 站台   | █广佛线 沥滘方向（下站：同濟路）         |  |  |

### 站廳

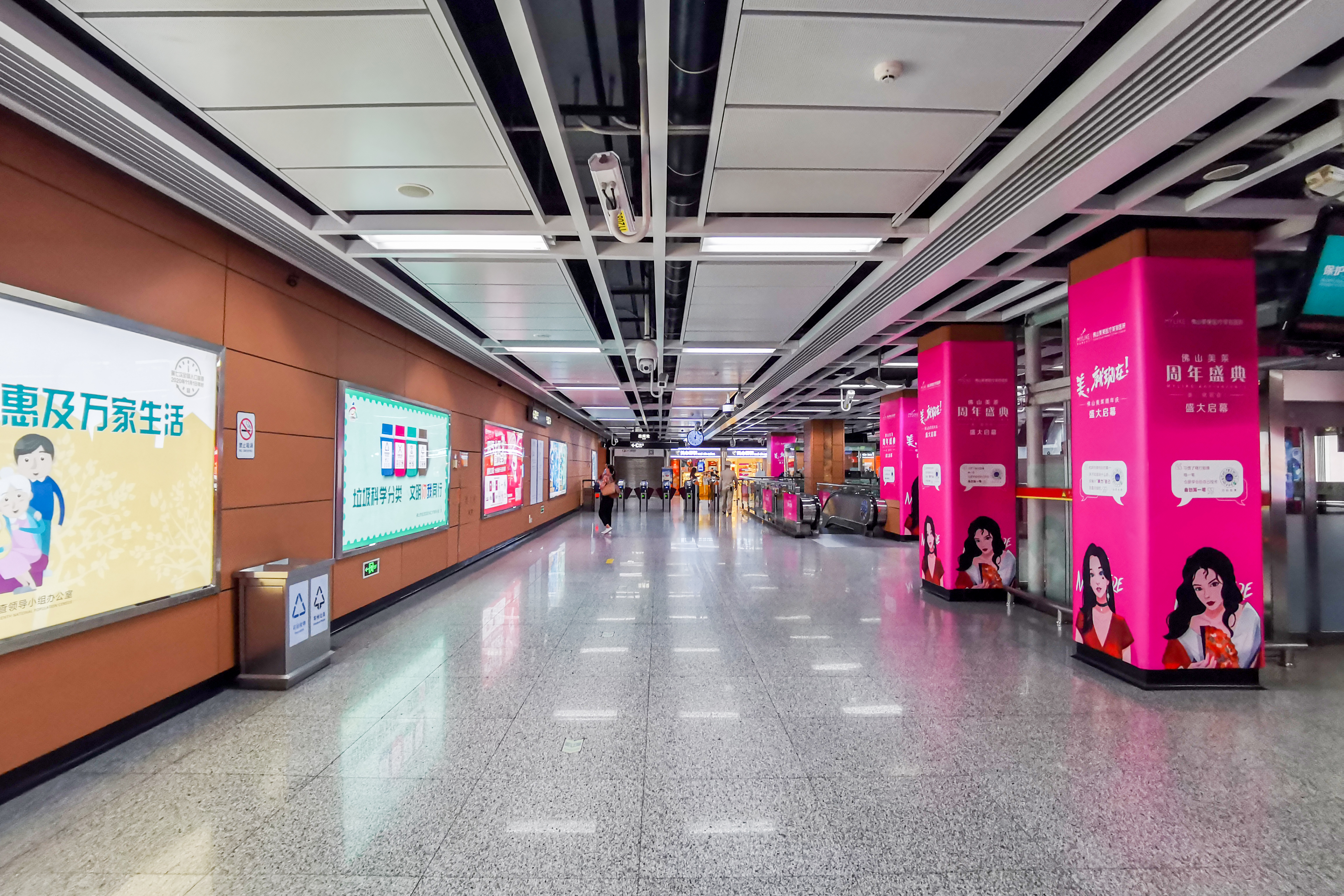
站厅

为方便行人进出，季华园站站厅中部西侧被划分为收费区。站厅收费区内设有一台专用电梯、三条扶手电梯和一组楼梯供乘客前往车站月台。
本站設有便利店和面包糕饼店，亦设有自动售卡/充值机以及好易自助服务机。

### 月台

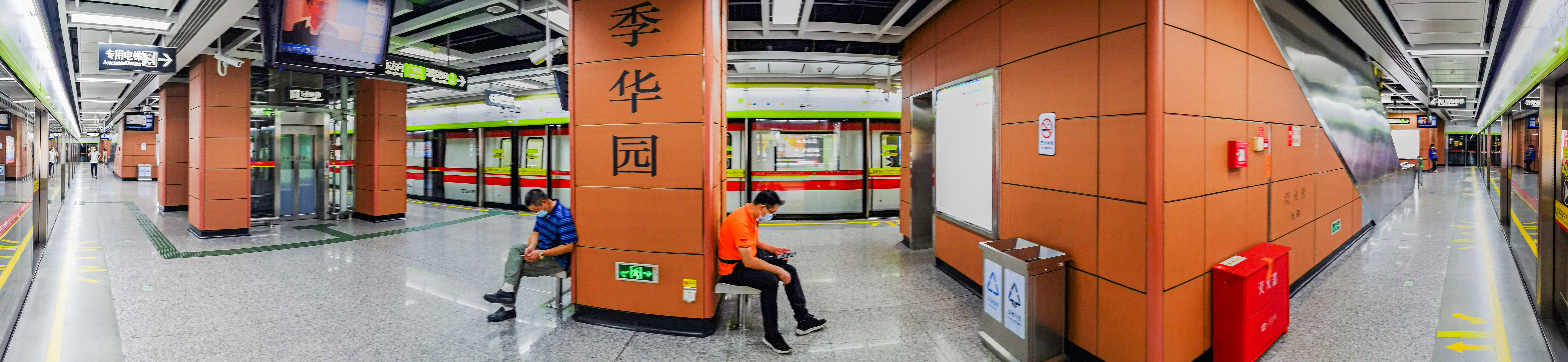
2號月台全景图

本站設有一個島式月台，位於汾江南路地底。

### 出入口
季华园站设有4个出入口。
车站开通时只设有C、D两个出入口，均位于汾江南路西侧的人行道上。因此车站开通后长达十年的时间内，来往汾江南路东侧的乘客仍需要过马路。同時由於車站出口附近並沒有斑馬線等設施可供橫過汾江南路，需要往南或往北繞道數百米不等的距離，為不少市民所詬病。而位於汾江南路東側的A、B出入口受用地审批等影响，拖延多年至2018年才动工，最终于2020年12月28日终告开通。
此外，D口曾于2020年3月14日至2023年2月2日进行封闭改造。
|                                                     |                                            |      |          |                                                                              |
| 編號                                                | 设施                                       | 照片 | 出口指示 | 建議前往的目的地                                                             |
| A                                                   | 扶手电梯标志                               |      | 汾江南路 | 平远横街、季华园地铁站公交车站（北行）                                       |
| B                                                   | 盲道标志 · 扶手电梯标志                    |      | 汾江南路 | 影荫路、园南大街、季华五路、季华园西门公交车站（北行）                       |
| C                                                   | 盲道标志                                   |      | 汾江南路 | 影荫路、园南大街、季华五路、佛山市公安局地铁分局、季华园西门公交车站（南行） |
| D                                                   | 盲道标志 · 无障碍通道标志 · 轮椅升降台标志 |      | 汾江南路 | 粤海·壹桂府、季华园地铁站公交车站（南行）                                    |
| 註： 設有 \| 設有 \| 設有輪椅升降台 \| 設有扶手電梯 |                                            |      |          |                                                                              |

## 接駁交通
| 公交 \| 编号 \| 编号 \| 线路 \| 线路 \| 线路 \| 收费 \| 备注 \| \| ---- \| ------- \| ---------------------- \| ---- \| ---------------------- \| ----- \| -------------------------------- \| \| \| 118 \| 郊边 \| ⇆ \| 大墩村 \| 2元 \| \| \| \| 133 \| 万科城 \| ⇆ \| 岭南大道公交枢纽站 \| 2元 \| \| \| \| 154 \| 惠海园 \| ⇆ \| 镇安公交首末站 \| 2元 \| \| \| \| 158 \| 佛山西站 \| ⇆ \| 岭南大道公交枢纽站 \| 2元 \| \| \| \| 160 \| 市妇幼保健院公交首末站 \| ⇆ \| 领地海纳珑庭公交首末站 \| 2元 \| \| \| \| 801 \| 岭南天地公交首末站 \| ⇆ \| 乐从钢铁世界员工村 \| 2–3元 \| \| \| \| G14 \| 佛山火车站 \| ⇆ \| 澜石地铁站临时总站 \| 2元 \| 原 112 \| \| \| 夜经济1 \| 丽日豪庭 \| ⇆ \| 地铁金融高新区站 \| 5元 \| 逢广佛地铁临时延长服务时间时停办 \| |         |                        |      |                        |       |                                  |
| 编号 | 编号    | 线路                   | 线路 | 线路                   | 收费  | 备注                             |
| | 118     | 郊边                   | ⇆    | 大墩村                 | 2元   |                                  |
| | 133     | 万科城                 | ⇆    | 岭南大道公交枢纽站     | 2元   |                                  |
| | 154     | 惠海园                 | ⇆    | 镇安公交首末站         | 2元   |                                  |
| | 158     | 佛山西站               | ⇆    | 岭南大道公交枢纽站     | 2元   |                                  |
| | 160     | 市妇幼保健院公交首末站 | ⇆    | 领地海纳珑庭公交首末站 | 2元   |                                  |
| | 801     | 岭南天地公交首末站     | ⇆    | 乐从钢铁世界员工村     | 2–3元 |                                  |
| | G14     | 佛山火车站             | ⇆    | 澜石地铁站临时总站     | 2元   | 原 112                           |
| | 夜经济1 | 丽日豪庭               | ⇆    | 地铁金融高新区站       | 5元   | 逢广佛地铁临时延长服务时间时停办 |

## 利用情况
本站周围有不少住宅区，亦临近季华公园，故本站客流主要以来往早晚通勤以及游览季华公园的客流为主，早晚客流会较为庞大，其余时间本站的客流较为稀少，令本站显得有点冷清。此外，亦有西至佛山大道中，东至岭南大道北一带的居民借助公交接驳本站。
另外，每逢農曆正月十五當晚，佛山將會舉辦傳統「行通濟」的活動，為配合當晚的交通和人流管制，前往通濟橋的乘客須利用本站或普君北路站出站，再沿指定路線前往通濟橋。

## 历史
2002年廣佛地鐵的走向初步確定，当时被称为绿景路站的季华园站確定為廣佛地鐵佛山段的其中一個中途站，后根据附近的季华园定名为季华园站。2007年6月28日，本站率先動工。
2010年10月28、29日，本站隨廣佛地鐵首通段全線開放給廣佛兩市的市民進行試乘；11月3日下午2時，本站隨廣佛地鐵开通而啟用。

## 未来发展
佛山地铁4号线将设置有季华园站，但是广佛地铁在规划以及建造時并没有预留任何換乘條件。4号线月台预计位于地下二层，上跨广佛线。
佛山当局最初于2017年10月公布的前期招标文件显示，4号线将在季华公园西北角设站，和现有的广佛线季华园站距離长约五百米。同時車站被標識為非換乘站，因此有可能無法與廣佛線直接實現換乘，需要出站步行再進站，或绕经其它線路，較為不便。佛山地铁后回应市民咨询时表示，4号线季華園站建筑设计方案已预留换乘实施条件，同时考虑实施虚拟换乘；后续可结合片区地下空间开发，实现与广佛线的换乘。

### 4號線車站結構
| 地下一层 | 站廳     | 售票機、客服中心、警务室、安检设施 預留換乘通道前往 █广佛线 |  |  |
| 地下二层 | 4 站台   | █4号线 北江大道方向（下站：佛山大道）                       |  |  |
|          | 岛式站台 |                                                             |  |  |
|          | 3 站台   | █4号线 港口路方向（下站：文华公园）                         |  |  |